# Marcela Zacarías
Marcela Zacarías (26 de marzo de 1994, San Luis Potosí, México) es una tenista mexicana. 
Compitió en las qualys de WImbledon y el Abierto de Australia. En octubre de 2022, alcanzó su mejor puesto en la clasificación de la WTA tanto en individuales, el 166, como en dobles, el 125. Ganó 17 títulos individuales y 25 de dobles del circuito ITF. Asimismo, apareció en la película King Richard (2021) interpretando a la tenista española Arantxa Sánchez Vicario.

## Inicios
Marcela Zacarías comenzó a entrenar tenis a los 6 años en el Club Deportivo Potosino. En 2008, fue campeona de singles y dobles de la Olimpiada Nacional tras derrotar a la tenista checa Renata Voracova.

## Títulos ITF

### Individual (17)
| Torneos de $100,000 |
| Torneos de $80,000  |
| Torneos de $60,000  |
| Torneos de $25,000  |
| Torneos de $15,000  |
| Torneos de $10,000  |

| Finales por superficie |
| ---------------------- |
| Dura (17)              |
| Tierra batida (0)      |
| Césped (0)             |
| Carpeta (0)            |

| N.º | Fecha                  | Torneo                   | Superficie | Oponente                | Marcador             |
| --- | ---------------------- | ------------------------ | ---------- | ----------------------- | -------------------- |
| 1.  | 15 de octubre de 2012  | Ciudad de México, México | Dura       | Victoria Rodríguez      | 6–4, 6–2             |
| 2.  | 22 de octubre de 2012  | Ciudad de México, México | Dura       | Nika Kukharchuk         | 7–5, 6–1             |
| 3.  | 18 de marzo de 2013    | Metepec, México          | Dura       | Nicole Rottmann         | 6-1, 6-1             |
| 4.  | 5 de mayo de 2014      | Antalya, Turquía         | Dura       | Alyona Sotnikova        | 6-3 ret.             |
| 5.  | 9 de junio de 2014     | Coatzacoalcos, México    | Dura       | Ximena Hermoso          | 6-3, 7-6(3)          |
| 6.  | 31 de agosto de 2014   | San Luis Potosí, México  | Dura       | Lauren Embree           | 6-3, 3-6, 6-1        |
| 7.  | 22 de febrero de 2015  | Cuernavaca, México       | Dura       | Nina Stojanović         | 6–3, 6–2             |
| 8.  | 29 de marzo de 2015    | Metepec, México          | Dura       | Maria Fernanda Alves    | 6–4, 7–5             |
| 9.  | 26 de abril de 2015    | Guadalajara, México      | Dura       | Victoria Rodríguez      | 4–6, 6–4, 7–5        |
| 10. | 4 de mayo de 2015      | Guadalajara, México      | Dura       | Vojislava Lukic         | 6–4, 5–7, 2–1 retiro |
| 11. | 31 de julio de 2016    | Austin, Estados Unidos   | Dura       | Ashley Kratzer          | 7-5 6-4              |
| 12. | 21 de abril de 2019    | Cancún, México           | Dura       | Andrea Renee Villarreal | 6-4 6-0              |
| 13. | 28 de abril de 2019    | Cancún, México           | Dura       | Ana Sofía Sánchez       | 6-0 7-5              |
| 14. | 12 de mayo de 2019     | Cancún, México           | Dura       | María José Portillo     | 6-1 6-3              |
| 15. | 19 de mayo de 2019     | Cancún, México           | Dura       | Patricia Maria Țig      | 6-3 6-3              |
| 16. | 8 de diciembre de 2019 | Cancún, México           | Dura       | Aubane Droguet          | 6-2 6-3              |
| 17. | 9 de octubre de 2022   | Santa Fé, Estados Unidos | Dura       | Katrina Scott           | 6-1 6-2              |

#### Dobles (25)
| Torneos de $100,000 |
| Torneos de $80,000  |
| Torneos de $60,000  |
| Torneos de $25,000  |
| Torneos de $15,000  |
| Torneos de $10,000  |

| Finales por superficie |
| ---------------------- |
| Dura (21)              |
| Tierra batida (4)      |
| Césped (0–0)           |
| Carpeta (0–0)          |

| N.º | Fecha                  | Torneo                     | Superficie    | Compañera                   | Oponentes                              | Marcador          |
| --- | ---------------------- | -------------------------- | ------------- | --------------------------- | -------------------------------------- | ----------------- |
| 1.  | 15 de agosto de 2012   | Ciudad de México, México   | Dura          | Ximena Hermoso              | Nika Kukharchuk Jessica Lawrence       | 6–4, 7–5          |
| 2.  | 3 de junio de 2013     | El Paso, Estados Unidos    | Dura          | Adriana Pérez               | Fatma Al Nabhani Keri Wong             | 6-3, 6-3          |
| 3.  | 21 de abril de 2014    | Antalya, Turquía           | Dura          | Victoria Rodríguez          | Camila Fuentes Szabina Szlavikovics    | 6-1, 6-1          |
| 4.  | 28 de abril de 2014    | Antalya, Turquía           | Dura          | Victoria Rodríguez          | Alona Fomina Lee Pei-chi               | 6-4, 4-6, [10-5]  |
| 5.  | 5 de mayo de 2014      | Antalya, Turquía           | Dura          | Victoria Rodríguez          | Alexa Guarachi Kate Turvy              | 6-1, 1-6, [10-4]  |
| 6.  | 9 de junio de 2014     | Coatzacoalcos, México      | Dura          | Camila Fuentes              | María Paulina Pérez Paula Andrea Pérez | 6-2, 6-2          |
| 7.  | 18 de agosto de 2014   | Playas de Rosarito, México | Dura          | Victoria Rodríguez          | Alexander Cercone Alexa Guarachi       | 6-4, 6-1          |
| 8.  | 9 de junio de 2014     | San Luis Potosí, México    | Dura          | Victoria Rodríguez          | Erin Clark Ayaka Okuno                 | 6–1, 5–7, [10–8]  |
| 9.  | 22 de febrero de 2015  | Cuernavaca, México         | Dura          | Victoria Rodríguez          | Alexandra Morozova Daniella Roldan     | 6–4, 6–0          |
| 10. | 22 de marzo de 2015    | Irapuato, México           | Dura          | Victoria Rodríguez          | Ayaka Okuno Ana Sofía Sánchez          | 6–1, 7–5          |
| 11. | 26 de abril de 2015    | Guadalajara, México        | Dura          | Laura Pigossi               | Maria Fernanda Alves Renata Zarazúa    | 6–1, 6–2          |
| 12. | 9 de mayo de 2015      | Obregón, México            | Dura          | Victoria Rodríguez          | Francesca Segarelli Ana Sofía Sánchez  | 6-3 6-1           |
| 13. | 5 de junio de 2016     | Madrid, España             | Tierra batida | Renata Zarazúa              | Andrea Raaholt Jasmina Tinjić          | 6–4, 6–4          |
| 14. | 25 de junio de 2017    | Victoria, Canadá           | Dura          | Andrea Renee Villarreal     | Frances Galtik Alexa Graham            | 7-5 6-4           |
| 15. | 2 de diciembre de 2017 | Santiago, Chile            | Tierra batida | Chiara Scholl               | Eugenia Ganga Melanie Solagne Krywoj   | 7-6(2) 4-6 [10-6] |
| 16. | 24 de febrero de 2018  | Curitiba, Brasil           | Tierra batida | Chie-yu Hsu                 | Audrey Albie Harmony Tan               | 6–3, 6-0          |
| 17. | 21 de abril de 2018    | Fort Worth, Estados Unidos | Dura          | Chie-yu Hsu                 | Ayaka Okuno Olivia Tjandramulia        | 3-6 7-6(6) [10-6] |
| 18. | 21 de abril de 2019    | Cancún, México             | Dura          | Victoria Rodríguez          | Yuriko Lily Miyazaki Mathilde Armitano | 6-2 6-0           |
| 19. | 27 de abril de 2019    | Cancún, México             | Dura          | Andrea Renee Villareal      | Alicia Smith Madison Westby            | Retiro            |
| 20. | 12 de mayo de 2019     | Cancún, México             | Dura          | María José Portillo Ramírez | Eduarda Piai Kirsten-Andrea Weedon     | 6-2 6-2           |
| 20. | 19 de mayo de 2019     | Cancún, México             | Dura          | María José Portillo Ramírez | Eduarda Piai Taisa Grana Pedretti      | 6-3 7-6(10)       |
| 22. | 14 de julio de 2019    | Saskatoon, Canadá          | Dura          | Chie-yu Hsu                 | Momoko Kobori Haruka Kaji              | 6-3 6-2           |
| 23. | 11 de agosto de 2019   | Guayaquil, Ecuador         | Tierra batida | Chie-yu Hsu                 | Emiliana Arango Katerina Stewart       | 6-4 6-2           |
| 24. | 27 de octubre de 2019  | Dallas, Estados Unidos     | Dura          | Olivia Tjandramulia         | Emilie Appleton Jamie Loeb             | 6-3 6-4           |
| 25. | 8 de diciembre de 2019 | Cancún, México             | Dura          | Eduarda Piai                | Emilie Lindh Nika Kukrachuk            | 2-6 6-1 [10-7]    |

## Participación en Fed Cup

### Individuales
| Edición      | Ronda                                | Fecha               | Lugar               | País oponente     | Superficie    | Jugadora oponente | G/P | Resultado |
| ------------ | ------------------------------------ | ------------------- | ------------------- | ----------------- | ------------- | ----------------- | --- | --------- |
| Fed Cup 2012 | Fed Cup 2012 Grupo II Zona Americana | 16 de abril de 2012 | Guadalajara, México | Costa Rica        | Tierra batida | Mariela Haug      | G   | 6-2 6-1   |
| Fed Cup 2012 | Fed Cup 2012 Grupo II Zona Americana | 19 de abril de 2012 | Guadalajara, México | Puerto Rico       | Tierra batida | Yolimar Ogando    | G   | 6-2 6-1   |
| Fed Cup 2012 | Fed Cup 2012 Grupo II Zona Americana | 20 de abril de 2012 | Guadalajara, México | Uruguay           | Tierra batida | Sara Quiroga      | G   | 6-1 6-0   |
| Fed Cup 2012 | Fed Cup 2012 Grupo II Zona Americana | 21 de abril de 2012 | Guadalajara, México | Trinidad y Tobago | Tierra batida | Anneliese Rose    | G   | 6-1 6-1   |

### Dobles
| Edición      | Ronda                                | Fecha               | Lugar               | País oponente | Superficie    | Compañera            | Jugadoras oponentes               | G/P | Resultado   |
| ------------ | ------------------------------------ | ------------------- | ------------------- | ------------- | ------------- | -------------------- | --------------------------------- | --- | ----------- |
| Fed Cup 2012 | Fed Cup 2012 Grupo II Zona Americana | 17 de abril de 2012 | Guadalajara, México | Chile         | Tierra batida | Ana Paula de la Peña | Cecilia Melgar Costa Camila Silva | P   | 6-1 4-6 3-6 |